# Huara chapmanae
Huara chapmanae är en spindelart som beskrevs av Forster och Wilton 1973. Huara chapmanae ingår i släktet Huara och familjen Amphinectidae. Inga underarter finns listade i Catalogue of Life.